# Pähni oja
Pähni jõgi är ett vattendrag i landskapet Võrumaa i södra Estland. Det är ett biflöde till Peeli jõgi som är ett biflöde till Vaidava som är ett biflöde till Mustjõgi som är ett biflöde till Gauja. Ån är 18 km lång. Den flyter igenom byn Pähni i Varstu kommun som varit namngivande.